# غمزة العين

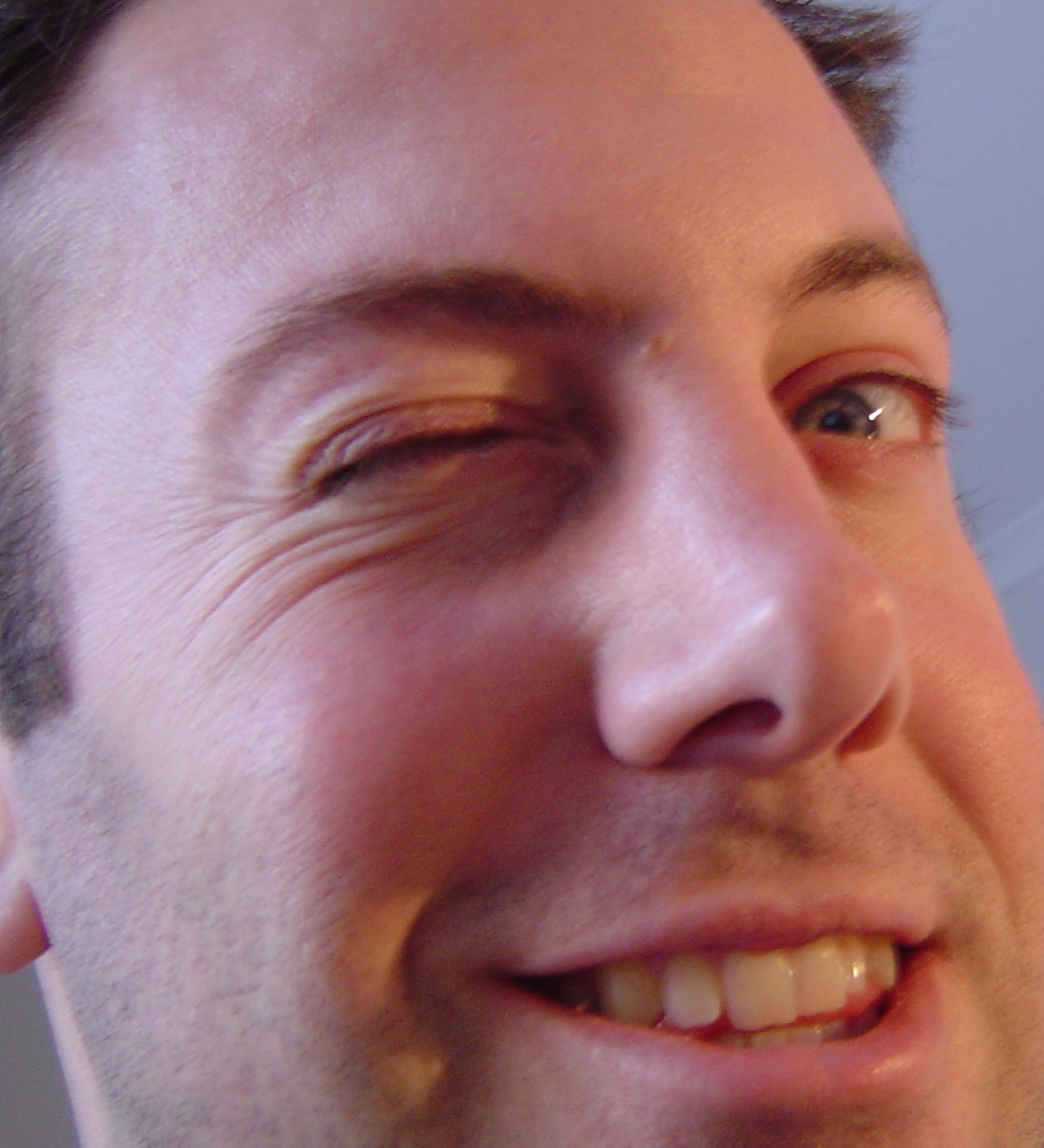
غمزة عين.

غمزة العين هي أحد تعابير الوجه والذي يتم عن طريق إغلاق أحد العينين لوقت قصير. تعتبر غمزة العين من أحد أشكال التواصل اللالفظي والتي عادة ما تتضمن معلومات أو نوايا مخفية، أو قد تكون مصحوبة أحيانا بانجذاب جنسي.

## معاني غمزة العين

### تبادل معلومات سرية
تستخدم غمزة العين عادة لإرسال رسالة بين شخصين دون أن يدرك أي طرف آخر ذلك. على سبيل المثال إن قام زيد بالكذب على عمرو فإنه قد يرسل غمزة عين إلى شخص ثالث لتوضيح ذلك الأمر له وربما لإشراكه في المؤامرة على عمرو. أو قد تستخدم الغمزة من قبل شخص لإيضاح لشخص آخر بأن الحديث الدائر هو نوع من المزاح ولا ينبغي أخذه على محمل الجد.

### الموافقة
قد تستخدم الغمزة أحيانا كطريقة لطيفة للتعبير عن الحميمية أو التشجيع أو الثقة خاصة إن كان مرسل غمزة العين يريد أن يشعر المتلقي بالارتياح في موقف عصبي.

### المغازلة
تعتبر غمزة العين في بعض الثقافات كدليل على الاهتمام الجنسي أو المغازلة، وهي عادة ما تلحق ببسمة ورد من ذلك ببسمة من قبل المتلقي إن تم الموافقة عليها.